# Theo Mezger
Theo Mezger, Pseudonym W.G. Larsen, (* 10. August 1923; † 3. Juli 2023) war ein deutscher Drehbuchautor und Regisseur.

## Karriere
Mezgers Karriere begann, als er Anfang der 1960er Jahre in der ARD-Serie Funkstreife Isar 12 einige Male Regie führte und auch für einige Folgen dieser Serie die Drehbücher schrieb. Zuvor hatte er 1959 dem Regisseur Rainer Wolffhardt bei dem Film Bei Anruf Mord assistiert. 1960 führte er Regie bei der Verfilmung des Kinderbuch-Bestsellers Kai aus der Kiste von Wolf Durian mit Stephan Kayser in der Hauptrolle. Ab dem Jahr 1963 führte Mezger in sämtlichen Folgen der TV-Serie Fernfahrer Regie. Zu der Serie, die in zwölf Folgen bis 1967 produziert wurde, verfasste Mezger teilweise auch die Drehbücher.
Bekannt wurde Mezger, als er 1964 für die TV-Produktion Flug in Gefahr mit Günther Neutze und Hanns Lothar das Drehbuch nach Arthur Haileys Roman schrieb und auch Regie führte. Es folgte im Jahr 1965 das Fernsehspiel Zeitsperre, ebenfalls nach Arthur Hailey. Später kamen weitere bekannte deutsche TV-Serien hinzu, in denen er episodenweise Regie führte, so z. B. bei Raumschiff Orion, Die seltsamen Methoden des Franz Josef Wanninger, in den 1970er und 1980er Jahren sechzehnmal beim Tatort und hauptsächlich in den 1990er Jahren elfmal bei Schwarz Rot Gold.
Beachtung fand auch Mezgers dokumentarischer Spielfilm LH 615 – Operation München, der die dramatische Entführung einer Lufthansa-Maschine im Oktober 1972 durch palästinensische Terroristen zum Inhalt hat.
2016 drehte Joachim Stall einen Interview-Dokumentarfilm über Theo Mezger als Zeitzeuge im Film für das Haus des Dokumentarfilms. In diesem Film spricht Regisseur Mezger mit 93 Jahren erstmals über sein Leben.
Mezger war in zweiter Ehe verheiratet und lebte in Stuttgart. Von 1961 bis 1972/73 war er mit der ehemaligen Schweizer Programmsprecherin und Schauspielerin sowie späteren Fernsehmoderatorin Eva Mezger-Haefeli verheiratet; aus der Ehe entstammten drei Kinder und zehn Enkelkinder.
Theo Mezger starb im Juli 2023 wenige Wochen vor Vollendung seines 100. Lebensjahres.

## Filmografie (Auswahl)

### Als Darsteller
- 1974: Im Vorhof der Wahrheit – Regie: Fritz Umgelter
- 2016: Zeitzeugen im Film – Dokumentarfilm von Joachim Stall

### Als Regie-Assistent
- 1958: Der Tod des Handlungsreisenden (Fernsehfilm)
- 1959: Konto ausgeglichen (Fernsehfilm)
- 1959: Bei Anruf – Mord (Fernsehfilm)
- 1960: Die große Wut des Philipp Hotz (Fernsehfilm)

### Als Regisseur
- 1960: Gäste auf Woodcastle (Fernsehfilm)
- 1960: Kai aus der Kiste (Fernsehfilm)
- 1961: Der Besuch im Karzer (Kurzfilm)
- 1961: Die kleinen Verwandten (Kurzfilm)
- 1961: Der sichere Tip (Kurzfilm)
- 1961: Schritte in der Nacht (Fernsehfilm)
- 1961: Kinderstunde (TV-Serie) (1 Folge): Gepäckschein 666 (1961)
- 1962: Komische Geschichten mit Georg Thomalla (TV-Serie) (1 Folge)
- 1963: Detective Story (Fernsehfilm)
- 1963: Schwäbische Geschichten (TV-Serie) (2 Folgen)
- 1963–1967: Fernfahrer (TV-Serie) (12 Folgen)
- 1964: Die Silberflöte (Fernsehfilm)
- 1964: Flug in Gefahr (Fernsehfilm)
- 1965: Fluchtversuch (Fernsehfilm)
- 1965: Zeitsperre (Fernsehfilm)
- 1966: Schläft für Deutschland (Fernsehfilm)
- 1966: Zehn Prozent (Fernsehfilm)
- 1966: Raumpatrouille – Raumschiff Orion (TV-Serie) (4 Folgen):
  - 1966: Planet außer Kurs
  - 1966: Hüter des Gesetzes
  - 1966: Deserteure
  - 1966: Die Raumfalle
- 1967: Liebesgeschichten (TV-Serie) (1 Folge)
- 1968: Der Sog (Fernsehfilm)
- 1969: Der Fall Liebknecht-Luxemburg (Fernsehfilm)
- 1969: Der Kampf um den Reigen (Fernsehfilm)
- 1969: Fememord (Fernsehfilm)
- 1969: Goldmacher Tausend (Fernsehfilm)
- 1969: Der Staudamm (TV-Serie) (13 Folgen)
- 1968–1970: Die seltsamen Methoden des Franz Josef Wanninger (TV-Serie) (14 Folgen)
- 1970: Tage der Rache (TV-Serie) (2 Folgen)
- 1970: Nachbarn (Fernsehfilm)
- 1971: Die sich Christen nennen (Fernsehfilm)
- 1971–1987: Tatort (TV-Serie) (16 Folgen):
  - 1971: Auf offener Straße
  - 1972: Kennwort Fähre
  - 1973: Stuttgarter Blüten
  - 1974: Gefährliche Wanzen
  - 1975: Schöne Belinda
  - 1976: Augenzeuge
  - 1977: Himmelblau mit Silberstreifen
  - 1978: Rot - rot - tot
  - 1979: Zweierlei Knoten
  - 1980: Kein Kinderspiel
  - 1982: Blinde Wut
  - 1983: Mord ist kein Geschäft
  - 1984: Verdeckte Ermittlung
  - 1985: Miese Tricks
  - 1986: Einer sah den Mörder
  - 1987: Eine Million Mäuse
- 1972: Knast (Fernsehfilm)
- 1973: Lawinenpatrouille (TV-Serie) (7 Folgen)
- 1974: Elfmeter! Elfmeter! (Fernsehfilm)
- 1975: LH 615 – Operation München (Fernsehfilm)
- 1979: Gefangen in Frankreich: Theodor Fontane im Krieg 1870/71 (Fernsehfilm)
- 1980–1982: Die unsterblichen Methoden des Franz Josef Wanninger (TV-Serie, 21 Folgen)
- 1981: Achtung Zoll! (TV-Serie) (5 Folgen)
- 1982: Steckbriefe (TV-Serie) (1 Folge)
- 1982–1983: Ein Fall für zwei (TV-Serie) (3 Folgen)
  - 1982: Tollwut
  - 1983: Tödliches Viereck
  - 1983: Strich durch die Rechnung
- 1982–1986: Der Eugen (TV-Serie) (20 Folgen)
- 1984–1996: Schwarz Rot Gold (TV-Serie) (11 Folgen)
- 1986: Detektivbüro Roth (TV-Serie) (9 Folgen)
- 1988: Oh Gott, Herr Pfarrer (TV-Serie) (13 Folgen)
- 1989: Le Retour d’Arsène Lupin (TV-Serie) (2 Folgen)
- 1994: Der König (TV-Serie) (2 Folgen)
- 2003: Raumpatrouille Orion – Rücksturz ins Kino

### Als Drehbuchautor
- 1960: Gäste auf Woodcastle (Fernsehspiel)
- 1960: Die Dame in der schwarzen Robe (Fernsehfilm) (als W. G. Larsen)
- 1961: Der Besuch im Karzer (Kurzfilm) (Drehbuch)
- 1961: Schritte in der Nacht (Fernsehspiel)
- 1964: Flug in Gefahr (Fernsehspiel)
- 1966: Raumpatrouille – Die phantastischen Abenteuer des Raumschiffes Orion (TV-Serie) (Drehbuch − 7 Folgen unter dem Pseudonym W.G.Larsen)
- 1963–1967: Fernfahrer (TV-Serie) (Drehbuch − 8 Folgen)
- 1969: Der Besuch (Fernsehfilm) (als W. G. Larsen)
- 1973: Lawinenpatrouille (TV-Serie)
- 2003: Raumpatrouille Orion – Rücksturz ins Kino